# Termizacja
Termizacja – ogrzewanie mleka surowego co najmniej przez 15 sekund w temperaturze od 57 do 68 °C, w którego wyniku występuje dodatnia reakcja na obecność fosfatazy.